# Мемаляй
Мемаляй (на албански: Memaliaj) или Мемалия e град в Албания. Населението му е 2647 жители (2011 г.). Намира се в часова зона UTC+1. Пощенският му код е 6302, а телефонния 0885. МПС кодът му е TP.